# Rue Escoussières-Arnaud-Bernard
Pour les articles homonymes, voir Rue Arnaud-Bernard et Rue Escoussières-Montgaillard.
La rue Escoussières-Arnaud-Bernard (en occitan : escorsièra Naut Bernat) est une voie de Toulouse, chef-lieu de la région Occitanie, dans le Midi de la France.

## Situation et accès

### Description
La rue Escoussières-Arnaud-Bernard est une voie publique. Elle se situe à l'ouest du quartier Arnaud-Bernard.
Elle est rectiligne et longue de 229 mètres, d'une largeur régulière de 6 mètres environ. Elle naît perpendiculairement à la rue Jean-Rancy. Elle reçoit successivement les rues Pétrarque, de l'Hirondelle et de la Verge-d'Or. Elle se termine en rencontrant la place Arnaud-Bernard. 
La chaussée compte une seule voie de circulation automobile à sens unique, depuis la rue Jean-Rancy vers la place Arnaud-Bernard. Elle appartient dans sa première partie, de la rue Jean-Rancy à la rue de la Verge-d'Or, à une aire piétonne, où la circulation est règlementée et la vitesse limitée à 6 km/h, puis dans sa dernière partie, entre la rue de la Verge-d'Or et la place Arnaud-Bernard, à une zone de rencontre, où la vitesse est limitée à 20 km/h. Il n'existe pas de piste, ni de bande cyclable, quoiqu'elle soit à double-sens cyclable sur toute sa longueur.

### Voies rencontrées
La rue Escoussières-Arnaud-Bernard rencontre les voies suivantes, dans l'ordre des numéros croissants (« g » indique que la rue se situe à gauche, « d » à droite) :
1. Rue Jean-Rancy
2. Rue Pétrarque (g)
3. Rue de l'Hirondelle
4. Rue de la Verge-d'Or
5. Place Arnaud-Bernard

### Transports
La rue Escoussières-Arnaud-Bernard n'est pas directement desservie par les transports en commun Tisséo. Elle est cependant parallèle au boulevard d'Arcole, parcouru par les lignes du Linéo L1L14 et des bus 294570.
Les stations de vélos en libre-service VélôToulouse les plus proches sont les stations no 57 (15 rue Jean-Baptiste-Merly), no 58 (4 rue de la Concorde) et no 91 (48 boulevard d'Arcole).

## Odonymie
La rue Escoussières-Arnaud-Bernard porte le même nom depuis le XIVe siècle. On désignait comme les « escoussières » (escorsièras en occitan) les chemins qui longeaient, du côté de la ville, le rempart, et servaient de chemin de ronde. En 1794, pendant la Révolution française, la rue fut renommée rue Soleil, mais cette nouvelle appellation ne se conserva pas.

## Histoire

### Moyen Âge et période moderne
La rue Escoussières-Arnaud-Bernard est un ancien chemin qui passe le long du rempart.

### Époque contemporaine
Il est profondément remodelé après 1825 et l'aménagement du boulevard d'Arcole à l'emplacement du rempart, sur les plans de l'architecte de la ville, Urbain Vitry. La plupart des immeubles sont d'ailleurs élevés dans la deuxième moitié du XIXe siècle (actuels no 1, 7-11, 15-19 et 33-37 ; no 8-24). C'est à la même époque qu'est construite l'école du Nord, entre la rue Escoussières-Arnaud-Bernard et le boulevard d'Arcole (actuel no 13).